# Xie Xide
Pour les articles homonymes, voir Xie.
Xie Xide (chinois simplifié : 谢希德 ; chinois traditionnel : 謝希德 ; pinyin : Xiè Xīdé ; 19 mars 1921 - 4 mars 2000), également connue sous les noms de Hsi-teh Hsieh et Hilda Hsieh, est une physicienne chinoise. Elle est présidente de l'université Fudan de 1983 à 1989. Elle a contribué à la création du Centre d'études américaines de l'université et a fondé l'Institut de physique moderne en 1977. 
Xie est membre du Comité central du Parti communiste chinois de 1982 à 1992. 

## Jeunesse et éducation
Xie Xide naît le 19 mars 1921 dans la ville portuaire de Quanzhou dans le Fujian au sud-est de la Chine. Sa famille valorise l'éducation. Son père, Xie Yuming, est titulaire d'un doctorat de l'université de Chicago et enseigne à l'université Yenching à Pékin. Il a précisément mesuré le spectre de l'atome d'hydrogène lors de ses études aux États-Unis. Le célèbre physicien théoricien, Chen Ning Yang, considère que Xie Yuming aurait dû recevoir le prix Nobel. 
Xide passe une partie de son enfance à Pékin. Elle fréquente l’École élémentaire Yenching et a été l'une des meilleures élèves de l'école. Elle rencontre Cao Tianqin lorsqu'il est transféré à Yenching. Cao bat constamment Xie dans ses performances scolaires mais ils deviennent bons amis. Lorsque la Seconde Guerre sino-japonaise éclate, Xie part à l'université du Hunan pour étudier la physique mais, atteinte de tuberculose osseuse, elle doit abandonner. Différents hôpitaux diagnostiquent que sa maladie est incurable, elle retourne alors dans sa famille. Cao lui envoie de nombreuses lettres de discussions académiques, ce qui lui remonte le moral et l'aide à poursuivre ses études. En 1942, non seulement Xie a survécu, mais grâce à son auto-apprentissage à la maison, elle est également admise à l'université de Xiamen pour étudier la physique et les mathématiques. Elle obtient son diplôme en 1946. Elle enseigne à l'université de Shanghai pendant un an, puis reçoit une bourse pour étudier la physique au Smith College aux États-Unis, diplômée en 1949. Elle poursuit ses études au Massachusetts Institute of Technology, obtenant un doctorat en physique théorique en 1951. 

## Carrière
En 1950, comme de nombreux savants chinois, Xie est détenue aux États-Unis en raison de l'intervention de la Chine dans la guerre de Corée. De 1951 à 1952, elle travaille au sein du personnel de recherche du MIT. En 1952, Cao Tianqin, étudiant au Royaume-Uni à l'époque, obtient un « certificat spécial » pour permettre sa libération afin de célébrer leur mariage au Royaume-Uni. Ils se marient au Royaume-Uni et leur fils naît en 1956. 
Après le mariage, Xie retourne en Chine et devient professeure au Département de physique de l'université Fudan de Shanghai, l'une des meilleures universités chinoises, de 1952 à 1956. Elle est professeure agrégée de 1956 à 1962. De 1958 à 1966, elle est directrice adjointe de l'Institut de physique technique de Shanghai de l'Académie chinoise des sciences. En 1962, elle est nommée professeure. 
Xie est une figure clé dans le développement des relations éducatives de la Chine avec la communauté internationale. Elle est co-auteur de l'un des manuels de physique les plus utilisés en Chine : Semiconductor Physics. En 1958, elle s'évanouit dans son laboratoire en raison d'un surmenage. Les médecins détectent des calculs rénaux et une maladie cardiaque à un stade avancé. Elle reprend l'enseignement après plusieurs grosses opérations. En 1966, victime de la révolution culturelle, Xide est envoyée aux travaux forcés malgré sa maladie; elle est ensuite diagnostiquée d'un cancer du sein.  
En 1978, Xie reprend son travail lors d'une conférence scientifique nationale à Pékin. De 1978 à 1983, elle est directrice de l'Institut de physique moderne de l'université Fudan. Elle est nommée vice-présidente de Fudan en 1978 et présidente de 1983 à 1988. Au cours de son mandat, elle fonde le Centre d'études américaines à Fudan pour encourager les étudiants à se familiariser avec les recherches de pointe et les relations internationales. Elle est la première femme présidente d'une grande université polyvalente de la RPC. À partir de 1985, elle est également directrice du Centre d'études américaines de l'université de Fudan et en 1988, elle est ensuite nommée conseillère de l'université. Elle a toujours activement encouragé et recommandé ses étudiants à étudier à l'étranger. 
Xie apporte d'importantes contributions dans le domaine de la physique du solide. Ses travaux de recherche se concentrent sur la physique du solide, la physique des semi-conducteurs et la physique des surfaces. 
Xie est nommée au Comité central du Parti communiste en 1982 et a été l'un des 210 membres à part entière,. 
Le mari de Xie, Cao Tianqin tombe dans le coma en 1987 alors qu'il assiste à une conférence mondiale sur la biologie et l'écologie en Israël. Il est paralysé. Malgré sa propre maladie, Xie prend soin de lui jusqu'à sa mort en 1995.  
Elle décède le 4 mars 2000 des suites d'un cancer et fait don de son corps à la recherche médicale chinoise. 
Xie Xide a reçu des doctorats honorifiques de douze universités dans le monde, dont les États-Unis, le Royaume-Uni, le Japon, le Canada, Hong Kong et la Chine. Xie Xide était membre de la Société américaine de physique, académicien de la World Academy of Sciences (TWAS) et éminent chercheur du Comité sur la communication savante avec la République populaire de Chine. 

## Publications majeures
Xie publie plus de quatre-vingts articles et plusieurs livres et monographies. Ses principales publications comprennent :    
- « Études des Cavités Résonantes des semi-conducteurs », Journal of Applied Physics 25: 302 (1954), avec JM Goldey et SC Brown. Bibcode : 1954JAP....25..302H DOI 10.1063/1.1721630
- « Propriétés électroniques des métaux chimisorbés sur la surface des semi-conducteurs et les interfaces métal / semi-conducteur », Progress in Surface Science 28: 71 (1988). Bibcode : 1988PrSS...28...71X DOI 10.1016/0079-6816(88)90009-3
- « Présentation des interfaces métal / semi-conducteur », La structure des surfaces . Série Springer en sciences des surfaces 24. Berlin: Springer, 1991, p. 576.
- « Développements récents dans certaines interfaces métal / semi-conducteur et super-réseau », Chimie et physique des matériaux 38: 1 (1994). DOI 10.1016/0254-0584(94)90139-2
- « Propriétés vibrationnelles des superréseaux Si / Ge », Progress in Surface Sciences 54: 69-113 (1997), avec Zhang Kaiming et Zi Jian. DOI 10.1016/s0079-6816(97)00002-6
- « Calcul ab initio de la structure des alliages aléatoires SnxGe1-x » Phys. Tour. B 56: 12084 (1997), avec Jianhua Shen, Jian Zi et Ping Jiang. Bibcode : 1997PhRvB..5612084S DOI 10.1103/physrevb.56.12084

- Physique des semi-conducteurs . Science Press, 1958, avec K. Huang.
- Théorie des groupes et ses applications . Chine: Science Publisher, 1986.